# Вулиця Сорохтея (Івано-Франківськ)
Вулиця Сорохтея — вулиця в Івано-Франківську, що веде від вулиці Чорновола до вулиці Коновальця. Знаходиться в південній частині міста.

## З історії вулиці
На початку ХХ ст. тут ще були поля, які називалися лан у Крихівцях та Радчанський лан. Вони належали до села Крихівці. В 1925 році відбулося значне розширення меж міста, у тому числі й завдяки криховецьким полям. Була створена нова міська дільниця під номером 10 з назвою «Криховецька» із нинішніми вулицями Петлюри, Дорошенка та О. Сорохтея. Перші власні назви вулиці отримали у 1930.
Первісна назва вулиці гарна, хоча й незвична — Під Божою опікою. У 1945 р., незабаром після визволення міста від гітлерівців, вулиці дали ім'я радянського пілота — капітана М. Гастелло.
Сучасну назву вулиця одержала у серпні 1995 р. — на честь художника та педагога Осипа Сорохтея.  . Сорохтей залишив багато рисунків на міські побутові теми. Знайдено понад тисячу його творів. Вони представлені, в основному, у Львівській картинній галереї та Івано-Франківському художньому музеї.

## Забудова
Основними будинками є приватні садиби. Також побудовані багатоповерхівки наприкінці вулиці до приєднання з вулицею Коновальця та будинки номер 9, 9А, 9Б,11,14,16,16А. По лівій стороні прилягається територія Івано-Франківського хлібокомбінату. На початку вул.Сорохтея стоїть скандальний недобудований 9-поверховий будинок. 
Умовно вул.Сорохтея можна поділити на три секції: початок ,"хлібокомбінатівська зона",та спальний житловий район.
Вул.Сорохтея веде прямо до гіпермаркету "Велмарт" (колишня "Велика Кишеня")

## Галерея

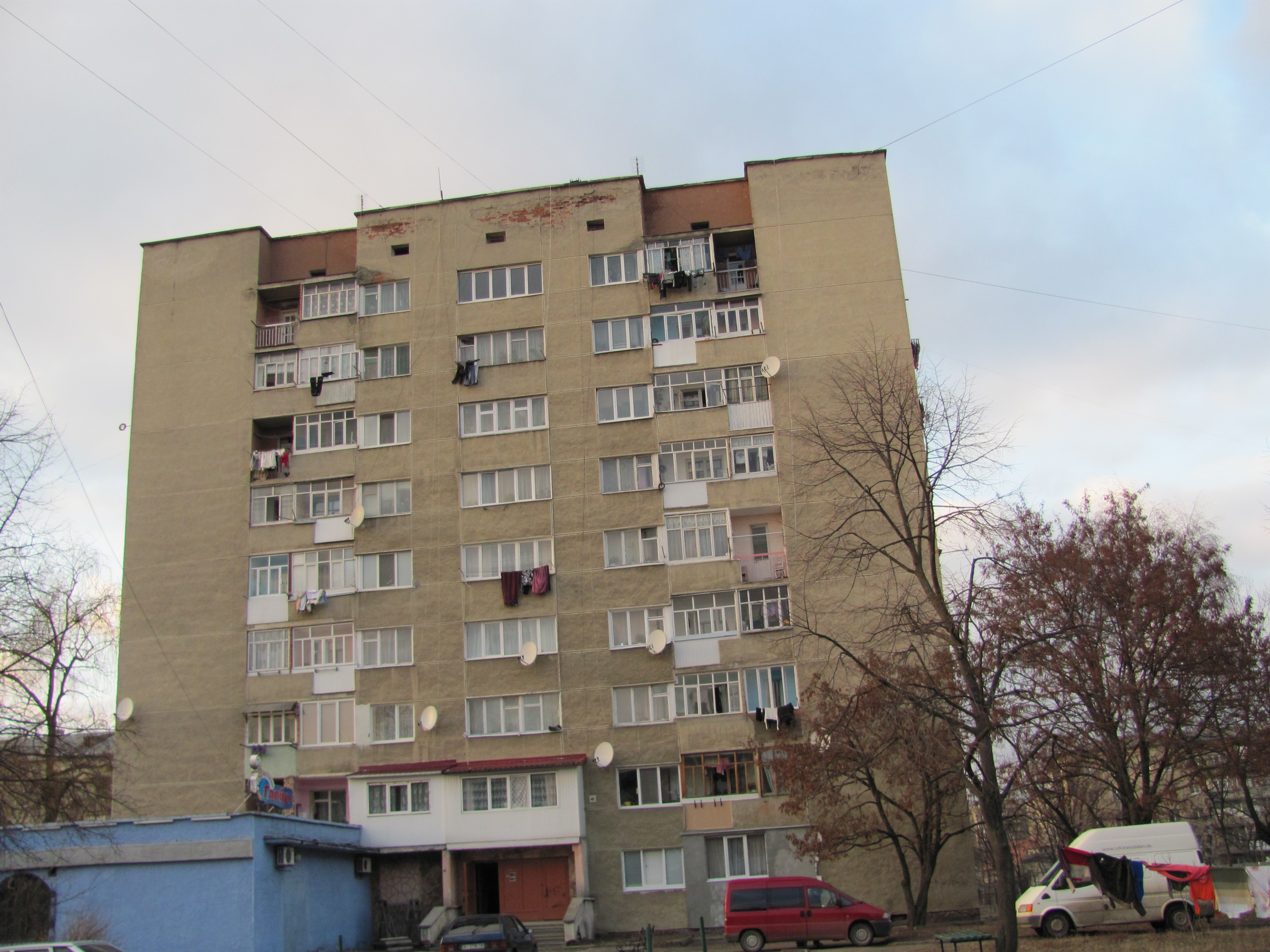
Сорохтея 41

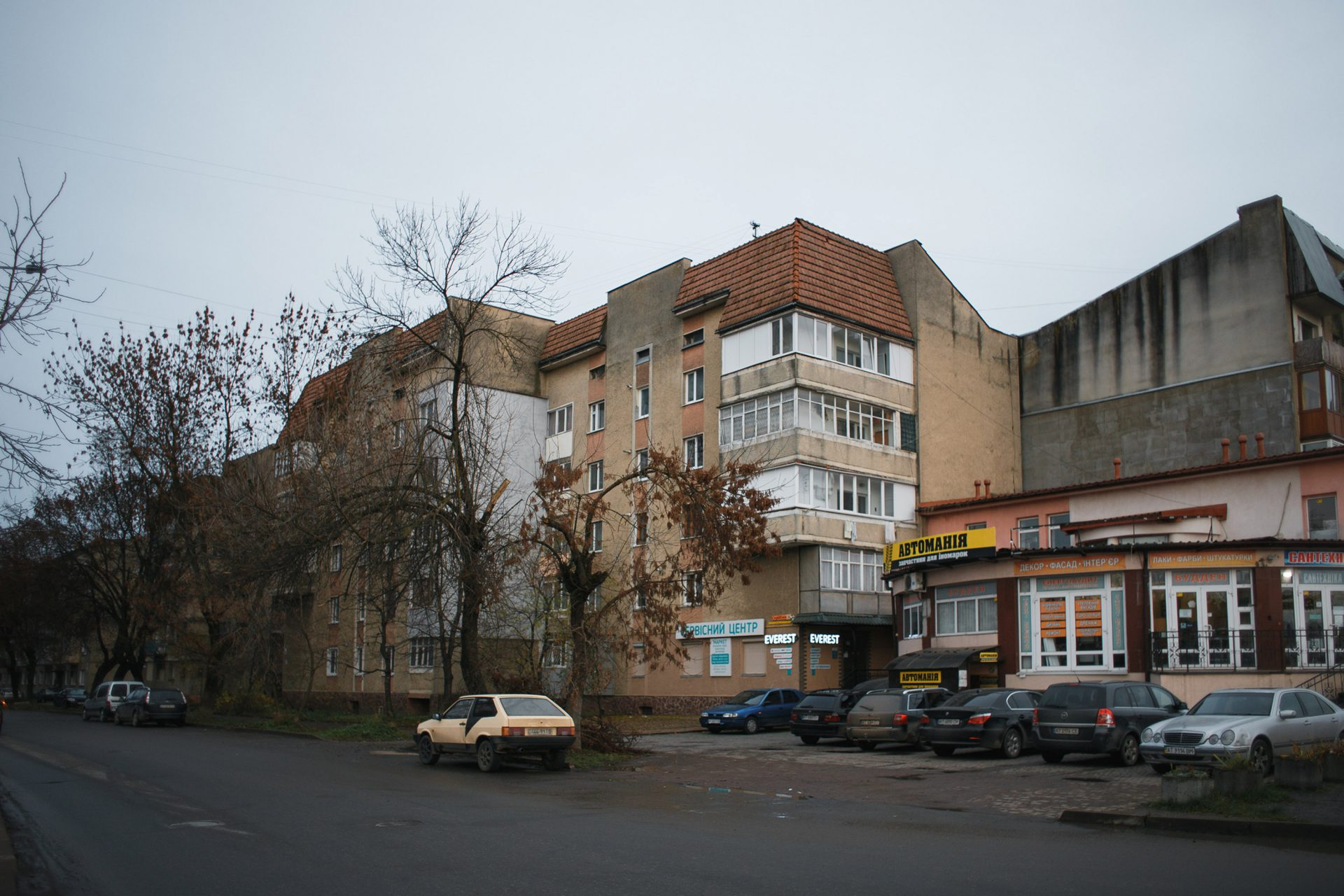
Сорохтея 26

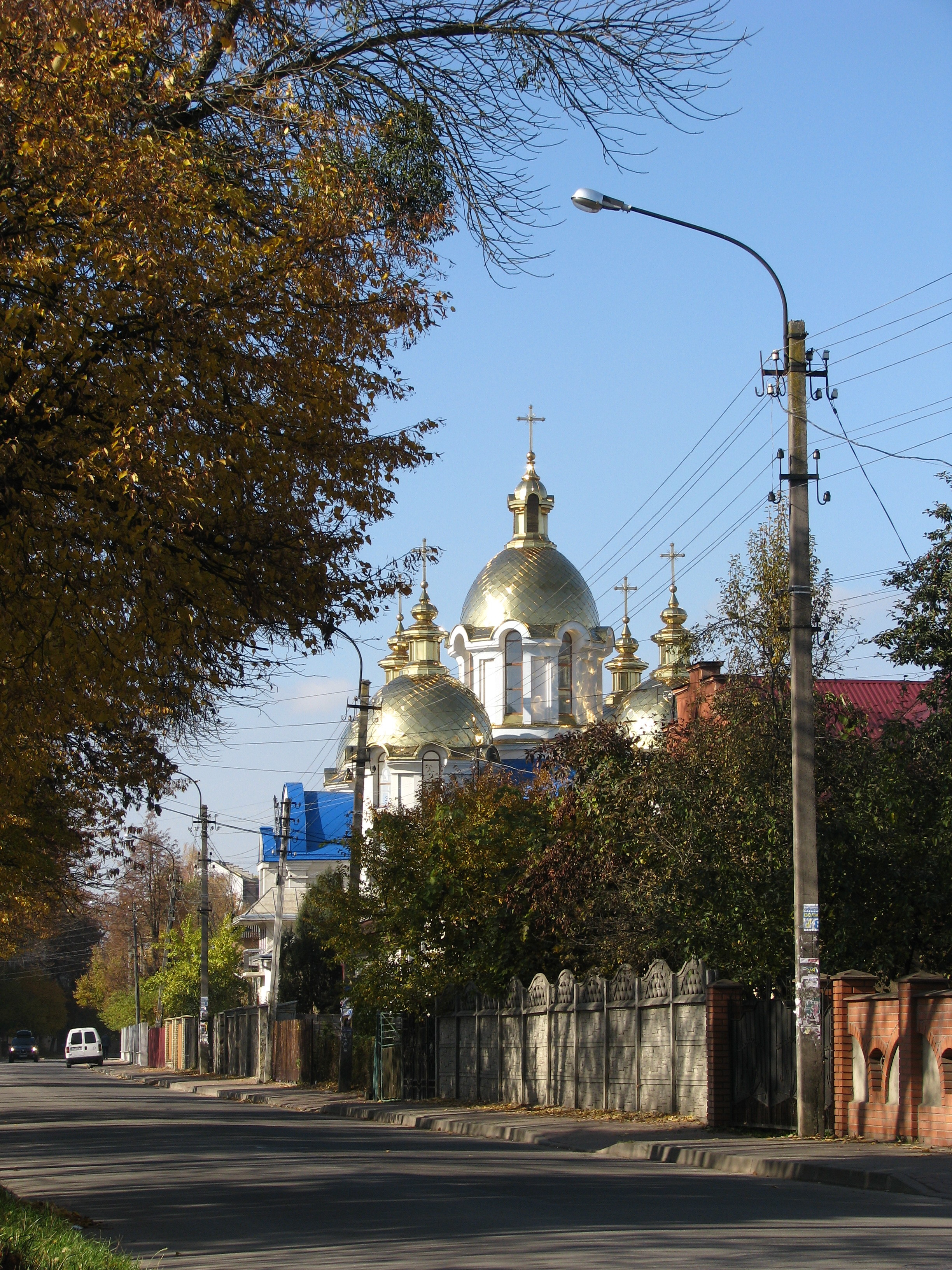
Осінній затишок вулиці Сорохтея